# Pharaphodius pereirai
Pharaphodius pereirai är en skalbaggsart som beskrevs av Vladimir Balthasar 1955. Pharaphodius pereirai ingår i släktet Pharaphodius och familjen Aphodiidae. Inga underarter finns listade i Catalogue of Life.